# ラジオDEごめん
『ラジオDEごめん』（ラジオでごめん）は、1988年10月11日（10日深夜）から1991年3月30日（29日深夜）まで中京テレビで放送されていたバラエティ番組である。通称「ラジごめ」。

## 概要
毎回深夜のラジオ番組のような企画をテレビ放送で行っていた深夜番組で、「これぞテレビ版オールナイトニッポン!?」を企画・制作のコンセプトに掲げていた。
放送は火曜（月曜深夜）から土曜（金曜深夜）までの週5日間で、5組のパーソナリティたちがそれぞれの曜日を受け持っていた（途中、パーソナリティの入れ替えが何度か行われている）。したがって放送内容は曜日ごとに異なり、お笑いネタが中心の曜日から芸能ネタが中心の曜日、音楽番組色が強い曜日まであったりと様々だった。視聴者はハガキ・電話・FAXなどを使い、ラジオ番組さながらにパーソナリティたちとやり取りをすることができた。また、いずれの曜日もテレビ番組ならではの映像を活用した企画を実施し、通常のラジオ番組との差別化を図っていた。視聴者層は不明だが、ネタを投稿していたハガキ職人たちは中学生・高校生・大学生といった層が多かった。
この番組は中京テレビ旧本社併設のスタジオからではなく、名古屋市中区新栄雲竜フレックスビル内の焼肉店・IMANAS亭フレックス店の一角から毎回生で放送されていた。また、生放送に使用するテレビカメラはわずか1台と、非常に低予算な中で行われていた。番組放送開始から20年以上前に放送されていた特撮ドラマ『快獣ブースカ』のブースカをマスコットキャラクターに起用していたのも特徴で、ブースカの着ぐるみを使った簡単な特撮映像をオープニングに使用したり、ネタの採用者にプレゼントするオリジナルグッズにもブースカの挿絵を入れたりしていた。
番組はその後、湾岸戦争の影響による省エネルギー対策（即ち深夜番組の自粛）の一環から打ち切りを余儀なくされたが、一番人気が高かった嘉門タツオ（旧名・嘉門達夫）担当の金曜深夜放送分に限ってはその後も『ラジごめII金曜日の王様』と題して放送され続けた。ラジごめシリーズはホンジャマカ担当の『ラジごめIIIホンジャマカ共和国』まで続いたが、同番組終了後の1995年4月からは同枠で主旨がまったく異なる新番組『キス・ミス・チック』がスタートしたため、この3番組の終了をもって幕を閉じることとなった。以来、中京テレビではこの番組のコンセプトを正式に受け継いだ番組は放送されていなかったが、それから17年半後の2012年秋に放送の特別番組で2日間限りの復活を果たした（詳細は後述）。

## 放送時間
いずれも日本標準時。当時の中日新聞テレビ欄での表記を基にしているが、実際の放送時間はこれよりも2分程度の遅れを伴っていた。

### 予告DEごめん
番組が始まる直前の時間帯に放送されていた1分間の関連ミニ番組で、毎回その日のパーソナリティたちが番組本編で実施する企画の内容を簡単に説明していた。実尺は1分間だったが、ここでは中日新聞テレビ欄での表記に従って記述する。
- 火曜 - 土曜 1:05 - 1:10 （月曜深夜 - 金曜深夜、1988年10月11日 - 1990年9月29日）
- 火曜 - 土曜 0:55 - 1:00 （月曜深夜 - 金曜深夜、1990年10月2日 - 1991年3月30日） - 下記の編成省力化が実施されたことにより、以後は10分繰り上げて放送。

### ラジオDEごめん
- 火曜 - 土曜 1:10 - 2:40 （月曜深夜 - 金曜深夜、1988年10月11日 - 1990年9月29日）
- 火曜 - 土曜 1:05 - 2:35 （月曜深夜 - 金曜深夜、1990年10月2日 - 1991年3月30日） - 下記の編成省力化が実施されたことにより、以後は5分繰り上げて放送。

### 当時の中京テレビ平日深夜枠の編成
1990年9月までは、直前の時間帯に放送されていた『EXテレビ』と『きょうの天気』との間にかなり長いスポットCM枠が存在していた。これが何のために存在していたのかは不明だが、当時は週5日間すべてがこのような状態だった。しかし、同年10月から間の時間帯で『'91世界陸上への道』が放送されるのを機にこの時間帯の編成が見直され、それとともに番組の放送時間が繰り上がった。
| 1990年9月まで    | 1990年9月まで   |
| ---------------- | --------------- |
| 前日23:55 - 0:51 | 11PM → EXテレビ |
| 0:51 - 0:55      | （CM）          |
| 0:55 - 1:00      | （CM）          |
| 1:00 - 1:05      | きょうの天気    |
| 1:05 - 1:10      | 予告DEごめん    |
| 1:10 - 2:35      | ラジオDEごめん  |
| 2:35 - 2:40      | ラジオDEごめん  |

| 1990年10月以降   | 1990年10月以降    |
| ---------------- | ----------------- |
| 前日23:55 - 0:51 | EXテレビ          |
| 0:51 - 0:55      | '91世界陸上への道 |
| 0:55 - 1:00      | 予告DEごめん      |
| 1:00 - 1:05      | きょうの天気      |
| 1:05 - 1:10      | ラジオDEごめん    |
| 1:10 - 2:35      | ラジオDEごめん    |

## パーソナリティ
データは中日新聞テレビ欄に掲載の番組サブタイトルからの参考。パーソナリティの入れ替えがあると、必ずサブタイトルに新担当者名が記された。

### 月曜深夜
- 杉原徹（てつ100%）、矢野きよ実 - 1988年10月から1989年3月まで担当。
- 東野幸治、金子恵実 - 1989年4月から同年9月まで担当。
- 東野幸治、金子恵実、今田耕司 - 1989年10月から1990年3月まで担当。
- おかまのKEN、泉本教子 - 1990年4月から同年9月まで担当。
- 越前屋俵太、松本典子 - 1990年10月から1991年3月まで担当。松本はアイドルの松本典子ではなく、同姓同名の名古屋のローカルタレントである。

### 火曜深夜
- 久本雅美 - 1988年10月から1990年3月まで担当。他に竹井輝彦と酒田薫（ビッグブラザーズ）が準レギュラーで出演していたが、後のコンビ解散に伴い降板した。
- みうらじゅん、河内家菊水丸 - 1990年4月から同年9月まで担当。
- 河原龍夫、宮地佑紀生、岡本夏生 - 1990年10月から1991年3月まで担当。

### 水曜深夜
- 川上剛（ヒルビリー・バップス）、MAGUMI （レピッシュ）、草地章江 - 1988年10月から1989年9月まで担当。
- 山本秀史（DOVE）、倉本ひとみ（Han-na） - 1989年10月から1990年3月まで担当。
- 川上剛（ヒルビリー・バップス）、KAZUKI （CRACK THE MARIAN）、浜崎直子（レプリカ） - 1990年4月から同年9月まで担当。
- ローリー寺西（すかんち）、浜崎直子（レプリカ） - 1990年10月から1991年3月まで担当。ただし浜崎はもとより、ローリーもそれ以前から番組に出演していた。

### 木曜深夜
- 白崎映美（上々颱風） - 1988年10月から1989年3月まで担当。当初は情報誌『月刊ケリー』の女性編集者が白崎の相手役を務めていた。
- おかまのKEN、白崎映美（上々颱風） - 1989年4月から同年9月まで担当。
- おかまのKEN、みうらじゅん - 1989年10月から1990年3月まで担当。
- 斉木しげる（シティボーイズ）、清水ちなみ - 1990年4月から同年9月まで担当。
- 松尾伴内、ダンカン - 1990年10月から1991年3月まで担当。

### 金曜深夜
- 嘉門達夫、原田さとみ - 1993年6月の『金曜日の王様』最終回まで一貫してこの2人が担当し続けた[4]。

## テーマ曲

### オープニングテーマ
- 地球防衛軍 メインタイトル（伊福部昭） + PHYSICAL NEUROSE （BUCK-TICK） - 前者は映画冒頭の東宝マークで掛かっていた箇所を使用。後者は番組中盤で一旦入る提供クレジットのBGMとしても使われていた。

### コーナージングル・コーナーBGM
- ツァラトゥストラはかく語りき 導入部（リヒャルト・シュトラウス、「2001年宇宙へのメッセージ」のコーナー）

### エンディングテーマ
- 愛よりも青い海（上々颱風）
- Let it be （上々颱風）

## エピソード

### パーソナリティ
- 月曜深夜2代目パーソナリティの東野幸治と金子恵実の番組進行能力に不安を抱いたスタッフは、彼らの担当期間中にテコ入れで今田耕司を加入させた。その当事者だった東野は、スタッフの対応に対する不満を番組内で吐露していた。
- 火曜深夜2代目パーソナリティのみうらじゅんと河内家菊水丸は、番組の生放送中に大阪・新世界にある知り合いのレコード店に「視聴者みんなで一斉にいたずら電話をかけよう」と提案し、その店の電話番号を暴露した。事情が分からないレコード店はパニックになったが、その後、ある視聴者が企画の内容をレコード店に伝えたために相手側の知るところとなり、数回にわたった番組挙げてのいたずら電話は収束した。
- みうらじゅんが酒に酔った状態でスタジオ入りし、番組の生放送中にそのまま大いびきをかいて寝てしまったことがある。しかし、スタッフはテレビカメラを止めたり急遽CMに行ったりすることもなく、そのままカメラを回し続けていた。
- 金曜深夜パーソナリティの嘉門達夫は、大阪のラジオ局で「誰か面白い子はいないか？」と尋ねられた際に、この番組で共演していた原田さとみを推薦した。一度はこの案が採用されるも、原田は大阪でブレイクすることなく名古屋へ戻ってきた。

### ゲスト
- この番組に、オウム真理教の麻原彰晃が「変わった人」扱いでゲスト出演したことがある。後の地下鉄サリン事件において各所で緊急報道が行われる中、彼が出演した回のこの番組の映像が日本テレビ系全国ネットのニュース番組で素材として用いられた。
- 嘉門と原田が担当していた金曜深夜にゲストで訪れる芸能人は、中京テレビ土曜夕方の音楽番組『5時SATマガジン』に出演するゲストと一致することが多かった。また、嘉門自身が『5時SAT』にゲストで訪れることもあった。後継番組の『金曜日の王様』もこれと同様の傾向にあった。

## シリーズ終了以後の展開
『ホンジャマカ共和国』の終了以来、中京テレビは長らくラジごめの名を冠したイベントや特番を行っていなかったが、それから14年後の2009年から同局は復活イベントや復活特番を行うようになった。

### 復活イベント
2009年7月5日、中京テレビは稲沢市民会館大ホールでかつてのラジごめ出演者たちによるトークライブイベント「久本雅美&嘉門達夫の“祝”お誕生日アンド結婚報告トークライブ！〜一夜限りの「ラジごめ」復活祭り〜」を開催した。
同イベントには、元火曜深夜パーソナリティの久本雅美と元金曜深夜パーソナリティの嘉門達夫、原田さとみが出演。参加には前売り入場券の購入が義務付けられていた。
イベント開催の1か月前からは、開催に関する告知CMが随時中京テレビで放送されていたほか、深夜の広報ミニ番組『チケット！』においても開催の告知が行われていた。特に『チケット！』においては、久本と嘉門がラジごめに出演していた当時の映像も併せて放送されていた。
同イベントについての詳細は、以下のリンク先を参照のこと。
- 久本雅美&嘉門達夫の 祝 お誕生日アンド結婚報告トークライブ！〜一夜限りの「ラジごめ」復活祭り〜 - 有限会社さくら咲く
- ラジごめ復活！｜嘉門達夫オフィシャルブログ 冷やし中華始めましたか？（知らんガナ！） Powered by アメブロ
- 立て板に水谷!?：中京テレビ アナウンスルーム » ラジごめ復活際!!（原文まま）

### 復活特番
さらにその後の2012年9月、中京テレビは同年秋の改編キャンペーンキャラクターに嘉門達夫を起用した。それに伴い、同年10月6日（5日深夜）と11月3日（2日深夜）に同局で嘉門がパーソナリティを務める番宣特番『嘉門達夫の番宣deごめん』（かもんたつおのばんせんでごめん）が放送されることになった。
同特番は、同年秋から中京テレビでも放送される日本テレビ製作番組4番組をお題にしたネタをTwitterなどで募集し、それらを嘉門が深夜の生放送でギター片手に歌うというものである。ただし、ラジごめ放送当時とは違ってIMANAS亭からの生放送ではなく、中京テレビ旧本社Bスタジオのサブ（副調整室）を使用。また、嘉門のアシスタントは原田さとみではなく、中京テレビアナウンサーの市野瀬瞳が務めたが、第2回では原田も途中からゲスト出演していた。
ネタが採用されると、ラジごめ放送当時と同様に中京テレビから「エーネン」が贈られ（紙幣は『金曜日の王様』時代に発行されていたエーネンのデザインを踏襲した新紙幣）、それを貯めて返送すると、同特番のオリジナルグッズである「純金エーネン金貨」「純銀エーネン銀貨」「チャラリ〜キーホルダー」が贈られた。金貨と銀貨については、番宣対象番組や中京テレビ製作番組のデータ放送から得られる「デジタルエーネン」での獲得も可能となっていた。
同特番についての詳細は、以下のリンク先を参照のこと。
- ♪チャラリ〜テレビはチュウキョ〜：中京テレビ
- 市野瀬 瞳のつぶやき部屋：中京テレビ アナウンスルーム » 「♪チャラリィ〜♪」
- 市野瀬 瞳のつぶやき部屋：中京テレビ アナウンスルーム » ありがとうございました＾－＾
- エシカルでいきましょ。 原田さとみプライベート公式ブログ » 金曜日深夜の中京テレビお礼「ラジオdeごめん」復活「番宣deごめん」
- チャラリーテレビはチュウキョー (@charari_CTV) - X（旧Twitter）